# Une belle histoire (chanson)
Pour les articles homonymes, voir Une belle histoire.
Une belle histoire est une chanson écrite par Pierre Delanoë, composée par Michel Fugain et interprétée par le Big Bazar.

## Histoire de la chanson
En 1972, après un premier parcours en solo, Michel Fugain constitue une troupe musicale appelée le Big Bazar.
En s'inspirant de l'imaginaire du road trip, de la mythique route 66, et du film Easy Rider, il imagine, avec Pierre Delanoë pour le texte, cette chanson, qui évoque une atmosphère hippie, de grands espaces et de jeunes gens aux cheveux longs, même si l'autoroute du Soleil s'y substitue aux routes américaines. La chanson colle cependant à son époque, une époque de voyage en stop, guitare au dos, insouciants, avec une liberté sexuelle nouvelle,.
Ce morceau sort sur le premier album du groupe en 1972 et en 45 tours. Il remporte un grand succès au hit-parade français et est vendu à près d'un million d'exemplaires.

## Reprises et Adaptation
Parmi les reprises notables, citons celle du chanteur colombien Yuri Buenaventura en 1996.
Côté adaptation, on retrouve une version néerlandaise Zoals Een Mooi Verhaal sortie en 1973 interprétée par Ann Christy.
Une version italienne voit le jour en 1972 sous le titre Un'estate fa interprétée par Franco Califano, qui sera ensuite reprise par Caterina Caselli et Mina,.
Une version a été faite par le groupe Cane and Able sous le titre "Be Free (une belle histoire)" sortie en 1972 sur le label Epic.
La chanson a été reprise en français par la chanteuse japonaise Tomoyo Harada en 1994, sur son single de reprises "Attends ou va-t'en" puis sur son album Egg Shell.